# Ronnie Taylor (basket-ball)
Ronnie Taylor, né le 31 octobre 1981 à Raleigh en Caroline du Nord (États-Unis), est un joueur de basket-ball professionnel américain. Il mesure 1,89 m.

## Biographie
Le 28 juin 2007, il arrive en France, à Brest.
Le 3 juin 2010, il découvre un 4e club français en signant au SPO Rouen.
En août 2011, il signe avec Le Portel pour un an. Le 23 mai 2012, il prolonge son contrat d'un an avec Le Portel.
Le 30 août 2013, il signe en Irak avec le club de Duhok, afin de disputer la Coupe d’Asie des Clubs Champions.
Le 8 octobre 2013, il s'engage au Liban avec le club de Homenetmen Beyrouth. Il décide de ne pas y rester et signe, le 17 novembre 2013, au Qatar avec le club d’Al Wakrah. 
Le 27 janvier 2014, il est de retour au Portel.
Il commence la saison 2014-2015 en Hongrie à Marso Nyiregyhazi KK. 
En mai 2015, il signe chez les Soles de Santo Domingo en République dominicaine. Il fait son retour en France en signant au BC Orchies en juillet 2015. Cependant, l'aventure dans le Nord ne dure et il est limogé le 9 janvier 2016. Il s'engage alors dans la foulée avec le club slovaque de l'Inter Bratislava.
Après une dernière expérience en deuxième division hongroise, ce vieux routier du basket annonce sa retraite par un message sur les réseaux sociaux le 1er janvier 2018.

## Université
- 2000-2004 :  North Carolina at Greensboro NCAA I

## Clubs
- 2004-2005 :  USC Heidelberg (Bundesliga 2)
- 2005-2006 :  TuS Jena (Bundesliga 2)
- 2006-2007 :
  -  Gießen 46ers (Bundesliga)
  -  Saar-Pfalz Braves (Bundesliga 2)
- 2007-2008 :  Étendard de Brest (Pro B)
- 2008-2009 :
  -  Szolnoki Olaj (D1)
  -  Boulazac Basket Dordogne (Pro B)
- 2009-2010 :  ESSM Le Portel (Pro B)
- 2010-2011 :
  -  SPO Rouen (Pro B)
  -  Élan béarnais (Pro A)
  -  Limoges CSP (Pro A)
- 2011-2013 :  ESSM Le Portel (Pro B)
- 2013 :  Duhok SC (D1, Championnat d'Asie des Clubs)
- 2013-2014 :
  -  Homenetmen Beyrouth (D1)
  -  Al-Wakrah SC
  -  ESSM Le Portel (Pro B)
- 2014-2015 :
  -  Marso Nyiregyhazi KK (D1)
  -  Soles de Santo Domingo D1
- 2015-2016 : 
  -  BC Orchies (Pro B)
  -  Inter Bratislava (SBL)
- 2016-2017 :  Vasas Budapest (NB I/B)